# Toghrul Asgarov
Toghrul Shahriyar oghlu Asgarov (em azeri:  Toğrul Şəhriyar oğlu Əsgərov; Ganja, 17 de setembro de 1992) é um lutador de estilo-livre azeri, campeão olímpico.

## Carreira
Em Londres 2012 foi campeão olímpico na categoria até 60 kg. Competiu também na Rio 2016, na qual conquistou a medalha de prata, na categoria até 65 kg.